# مقاطعة بيورا
مقاطعة بيورا (بالإنجليزية: Piura Province)‏ هي مقاطعة في بيرو، تتبع إقليم بيورا، عاصمتها بيورا، تبلغ مساحتها 6211.16 كيلومتر مربع.